# Enrico Sappia
Enrico Sappia (Toetto di Scarena, 17 aprile 1833 – Nizza, 29 settembre 1906) è stato uno storico e giornalista italiano.

## Biografia
Henri Sappia appartenente ad un'antica famiglia della Contea di Nizza. Nato nell'allora cittadina piemontese Toetto di Scarena, seguì gli studi classici nel collegio dei gesuiti di Nizza.
Abbandonò la sua città natale a 15 anni e 3 mesi di età per seguire Giuseppe Garibaldi in Lombardia nella guerra contro gli austriaci, divenendo sostenitore dell'irredentismo italiano a Nizza.
Ebbe in seguito una vita assai avventurosa che lo condusse a Costantinopoli, a Napoli (dove rimase carcerato a Castel dell'Ovo per quattro anni), a Londra, a Genova, a Parigi (Francia), dove visse gli avvenimenti de La Comune. Successivamente visse a Londra per alcuni anni.
La storia dei Vespri nizzardi del 1871 venne raccontata da Enrico Sappia nel suo famoso libro "Nizza contemporanea" pubblicato a Londra e bandito in Francia.
Visse anche nel mezzogiorno d'Italia, prima in Puglia, e poi in Abruzzo, e infine a Caserta. Dopo un breve periodo trascorso a Torino, rientrò a Nizza nei primi mesi del 1896. Nel 1898 fondò la rivista Nice-Historique che diresse fino alla sua morte (a Nizza in Francia), contribuendo alla creazione dell'Accademia Nizzarda, di cui fu segretario.

## Intitolazioni
- A Nizza è stato a lui intitolato il boulevard Henri Sappia.

## Scritti

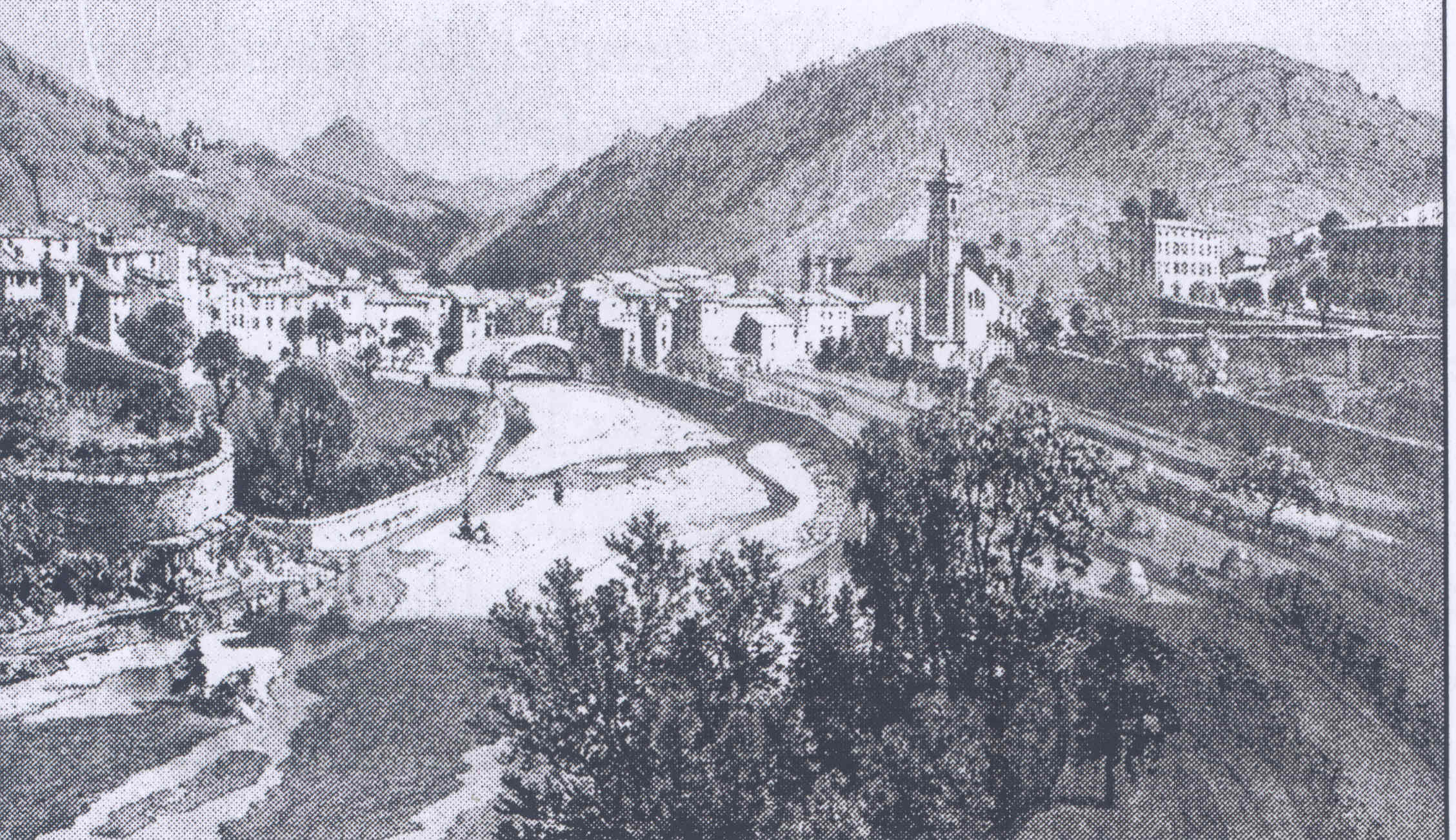
Veduta di Toetto di Scarena nel 1860, paese natale di Enrico Sappia

- (firmato Ermenegildo Simoni) Mazzini, Histoire des conspirations mazziniennes  (Paris, 1869), traduzione italiana con note a cura di Elso Simone Serpentini, Mazzini. Storia delle cospirazioni mazziniane, Artemia Nova Editrice, Mosciano Sant'Angelo (TE), 2020.
- (firmato: Enrico Sappia di Toetto), Nizza contemporanea, Londra: Tip. Watson e Hanzell, 1871;
- (firmato E. T. De Simone), Pochi giorni a Bitonto, Napoli, dalla Tipografia di Aniello Eugenio, 2 voll. 1876;
- (firmato E. T. De Simone), Storia della città di Bitonto, Napoli: stab. tip. di P. Androsio, 1877;
- Nel giorno trigesimo della morte di Giuseppe Garibaldi: Commemorazione del prof. E. Sappia De Simone il 2 luglio 1882 detta in Chieti nella sala della Società Operaia, Chieti, tip. Del Vecchio Raffaele e C., [1882];
- (firmato Enrico Sappia De Simone) Gli Scritti Abruzzesi, a cura di Elso Simone Serpentini, Artemia Edizioni, Mosciano Sant'Angelo (TE), 2016.

Collaborò ai seguenti giornali:
- Le Courrier français (Parigi, 1868)
- La réforme politique et sociale (Parigi, 1869)
- Il Diritto di Nizza (Nizza, 1870)
- La Gazzetta Italiana di Londra (Londra, 1871)
- La Lima (Bari, 1880)
- Corriere Abruzzese (Teramo, 1879-1881)
- La Riforma (1882)
- L'Abruzzo (Castellamare Adriatico, 1881-1882)
- Gli Abruzzi (Chieti, 1885-1886)
- Rivista abruzzese di scienze e lettere, (Teramo 1886-1890)
- Nice Historique (Nizza, 1898-1906);